# Dale Hadley Vitt
Dale Hadley Vitt (født 1944) er en amerikansk botaniker, der især beskæftiger sig med plantegeografi og bryologi (mosser).
Autornavnet Vitt kan bruges for Dale Hadley Vitt sammen med et videnskabeligt artsnavn inden for botanikken. (Wikipedia-artikler der bruger autornavnet)Det er f.eks. en del af autornavnet for mos-ordenen, Hypnales.